# 보주 광장

보주 광장 지도

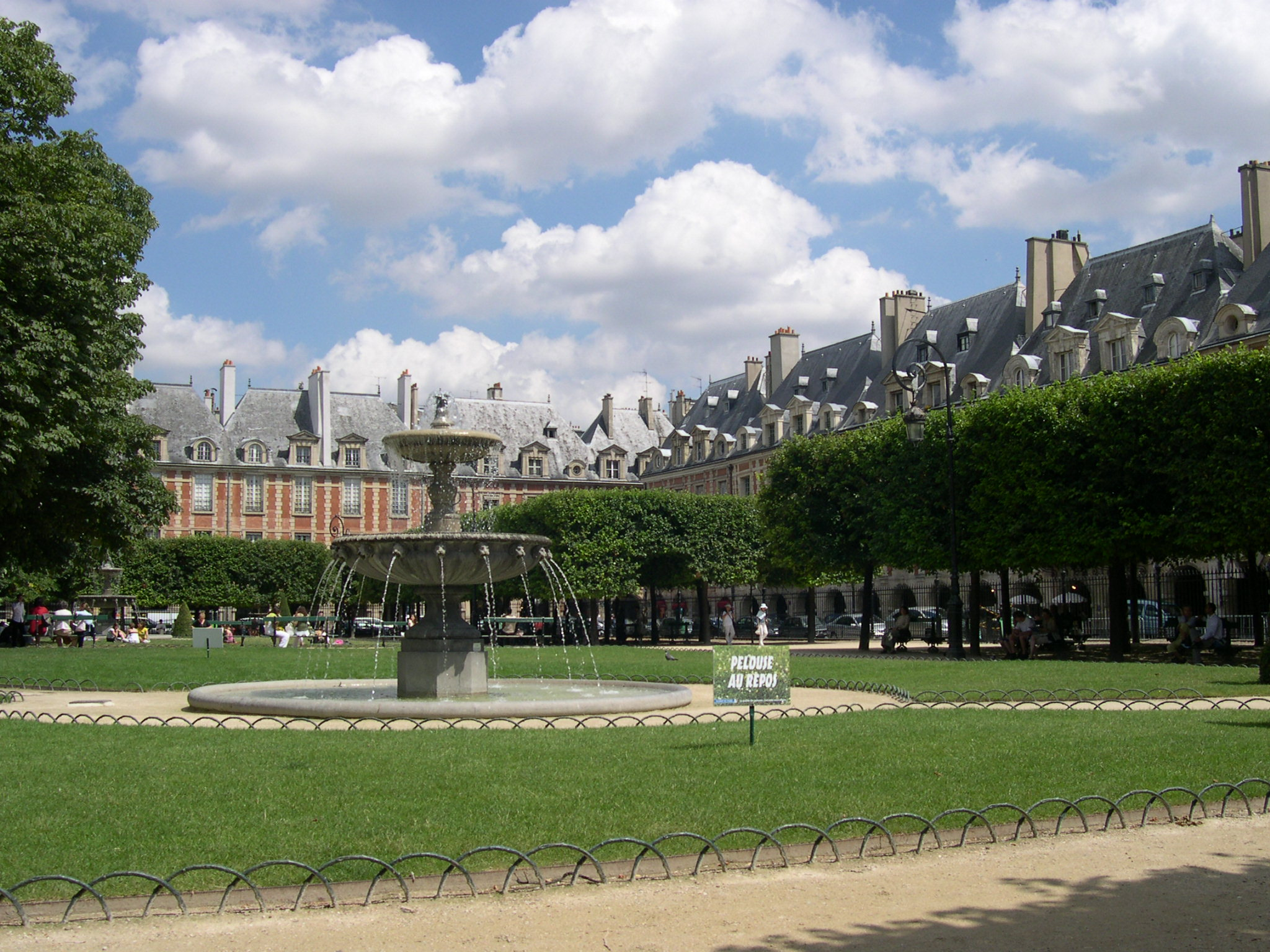
보주 광장 중심에 위치한 루이 13세 광장

보주 광장(프랑스어: Place des Vosges)은 프랑스 파리 마레에 위치한 광장이다. 3구와 4구 경계선에 걸쳐있다.
이 광장에는 역사적인 건물이 매우 많으며, 국제 통화 기금(IMF)의 전 총재 도미니크 스트로스칸 등 저명한 인사들도 많이 거주한 것으로 잘 알려져 있다. 빅토르 위고 또한 여기에 거주하였으며, 그의 집은 현재 빅토르 위고의 집이라는 이름으로 박물관 운영되고 있다.